# Chartreuse Notre-Dame de Benifaçà
Pour les articles homonymes, voir Notre-Dame et Chartreuse Notre-Dame (homonymie).
La chartreuse Notre-Dame de Benifaçà est un monastère de moniales appartenant à l'ordre des Chartreux, situé dans la municipalité de La Pobla de Benifassà, au nord-est de la colline Santa Escolástica, sur la route entre Fredes et La Sénia, dans la province de Castellón en Espagne. C'est le premier monastère de moniales chartreuses d'Espagne, fondé en 1967, sur les ruines d'un ancien monastère cistercien.

## Historique
Dès 1195, Alphonse II prend le château que les musulmans appellent Beni-Hazà et le donne à Ponç, chanoine de la cathédrale de Tortosa, afin de repeupler le territoire.
En 1208, le roi Pierre II d'Aragon fait don du château au chevalier Guillem de Cervera qui le donne aux cisterciens en 1229. Une abbaye cistercienne, fille de l'abbaye de Poblet, est fondée sur les ordres du roi Jacques Ier d'Aragon en 1233. Premier monastère chrétien fondé en Pays valencien, après la conquête de la Tinença de Benifassà par la Catalogne en 1230. Les moines s'installent provisoirement dans la plaine à côté du château jusqu'en 1250 lorsque les bâtiments du monastère cistercien sont terminées.
Au XVIIIe siècle, le monastère souffre de la peste et de la guerre de succession d'Espagne. Endommagé, il est abandonné lors de la guerre d'indépendance de 1810 à 1814, puis réinstallé et finalement supprimée avec toutes les maisons religieuses d’Espagne, à cause du désamortissement de Mendizábal qui organise la confiscation des propriétés des congrégations en 1835.
Le monastère est classé Bien d'intérêt culturel depuis 1931.
L'ancienne abbaye cistercienne, ruinée depuis 1835, est rachetée et restaurée par l’ordre des Chartreux. En 1967, des moniales venues de Chartreuse de San Francesco en Italie, s'y installent. L’incorporation à l'ordre est prononcée par le chapitre général de 1971. En 1975, on adapte la structure générale du monastère, transformant les cellules cisterciennes primitives en chartreuse classique.
En 2019, les chartreux décident de fermer Benifaçà. La raison en serait le manque de vocations